# FK Svit

FK Svit là một câu lạc bộ bóng đá Slovakia, đến từ thị trấn Svit. Câu lạc bộ được thành lập năm 1936.